# Simone Charley
Simone Naomi Charley (Boston, Massachusetts, Estados Unidos; 4 de febrero de 1995) es una futbolista estadounidense que juega como delantera para el Angel City FC de la National Women's Soccer League de Estados Unidos.
En 2018, Charley se unió al Portland Thorns en calidad de invitada para el equipo de práctica. Debutó en el club el 25 de mayo de 2019 en un partido contra el Sky Blue FC.

## Estadísticas

### Clubes
| Club                          | País           | Año             |
| ----------------------------- | -------------- | --------------- |
| Portland Thorns               | Estados Unidos | 2019            |
| Canberra United FC (préstamo) | Australia      | 2019 - 2020     |
| Portland Thorns               | Estados Unidos | 2020 - 2021     |
| Angel City FC                 | Estados Unidos | 2021 - presente |